# Sigapatella superstes
Sigapatella superstes är en snäckart som beskrevs av Fleming 1958. Sigapatella superstes ingår i släktet Sigapatella och familjen toffelsnäckor. Inga underarter finns listade i Catalogue of Life.